# Hydrocotyle chiangdaoensis
Hydrocotyle chiangdaoensis är en växtart i släktet Hydrocotyle och familjen araliaväxter.
Arten förekommer i Myanmar och Thailand. Den beskrevs av Gen Murata 1973.